# The Wake Forest Institute for Regenerative Medicine
The Wake Forest Institute for Regenerative Medicine (WFIRM) – instytut badawczy powiązany z Wake Forest School of Medicine, znajdującym się w Winston-Salem, w Karolinie Północnej, w Stanach Zjednoczonych.
Celem WFIRM jest zastosowanie zasad medycyny regeneracyjnej do naprawy lub wymiany chorych tkanek i narządów. Naukowcy WFIRM poszukują m.in. sposobów tworzenia w laboratorium komórek produkujących insulinę, konstruowania naczyń krwionośnych do operacji pomostowania aortalno-wieńcowego oraz stosowania technologii medycyny regeneracyjnej w przypadku obrażeń odniesionych na polu walki, przy czym ta ostatnia prowadzona jest przez federalną inicjatywę Departamentu Obrony USA o wartości 75 milionów dolarów. Dyrektorem instytutu jest Anthony Atala; został on zatrudniony przez Wake Forest Baptist Medical Center w 2004 roku i sprowadził wielu członków swojego zespołu z Laboratorium Inżynierii Tkanek i Terapii Komórkowej w Szpitalu Dziecięcym w Bostonie i Harvard Medical School. Osiągnięciami ogłoszonymi w WFIRM był pierwszy laboratoryjnie wyhodowany organ, pęcherz moczowy, sztuczny pęcherz moczowy z możliwością wszczepienia człowiekowi oraz komórki macierzyste pobrane z wód płodowych ciężarnych kobiet. Te komórki macierzyste są pluripotentne, co oznacza, że można nimi manipulować w celu różnicowania w różne rodzaje dojrzałych komórek tworzących tkanki nerwowe, mięśniowe, kostne i inne, unikając jednocześnie problemów związanych z powstawaniem nowotworów i obaw etycznych związanych z embrionalnymi komórkami macierzystymi.
W 2019 roku federalny Departament Zdrowia i Usług Społecznych Stanów Zjednoczonych (ang. United States Department of Health and Human Services (HHS)) wsparł technologię WFIRM, która może pozwolić lekarzom na lepsze zrozumienie uszkodzeń ciała spowodowanych wdychaniem chloru. Technologia ta nosi nazwę "lung-on-a-chip" i jest częścią "zminiaturyzowanego układu narządów ludzkich" opracowanego przez WFIRM, który może pozwolić naukowcom na stworzenie modeli reakcji organizmu na czynniki szkodliwe.